# Tricholoma squarrulosum
Tricholoma squarrulosum är en svampart som tillhör divisionen basidiesvampar, och som beskrevs av Bres.. Tricholoma squarrulosum ingår i släktet musseroner, och familjen Tricholomataceae. Arten är reproducerande i Sverige.